# Medaille für Untertanentreue
Die Medaille für Untertanentreue wurde am 13. Mai 1795 durch König Friedrich Wilhelm II. von Preußen gestiftet und war für Zivilpersonen vorgesehen, die sich in der Provinz Südpreußen während des polnischen Aufstandes, der am 21. August 1794 dort ausbrach, gegen die Aufständischen zur Wehr gesetzt und somit ihre Treue zur preußischen Krone bekundet hatten.
Die aus Silber gefertigte runde Medaille zeigt das nach links gewandte Brustbild des Stifters in Uniform mit Schärpe und Stern des Schwarzen Adlerordens mit der Umschrift FRIEDRICH WILHELM KOENIG VON PREUSSEN. Rückseitig mittig die vierzeilige Inschrift  UNTER THANEN TREUE 1794, die von einem oben zusammengebundenen Eichenkranz umschlossen ist.
Getragen wurde die Auszeichnung an einem blauen Band auf der linken Brustseite.
Die Auszeichnung gilt als erste tragbare zivile Auszeichnung Preußens. Insgesamt lassen sich 95 Verleihungen belegen.